# Тони Робертс
Тони Робертс (англ. Tawny Roberts, род. 18 марта 1979 года) — сценический псевдоним американской порноактрисы Адриэни Кэрол Олмонд (англ. Adrienne Carol Almond).

## Биография
После окончания обучения в старшей школы Робертс поступила в колледж в Юте на специальность мода и дизайн, однако через два года бросила обучение и переехала в Лос-Анджелес. Там она встретила порноактрису Дейтон, работавшую контрактной моделью в Vivid Entertainment. Дейтон познакомила Робертс с руководством компании, однако, в связи с реструктуризацией компании (как раз в то время Hustler Entertainment купили Vivid), ей сказали, что не заинтересованы в её услугах.
В 2004 году она стала одной из 30 порнозвезд, принявших участие в съемках для книги Тимоти Гринфилда-Сандерса XXX: 30 Porn-Star Portraits, а также снялась в документальном фильме канала HBO Thinking XXX, посвященному съемкам это книги.

## Личная жизнь
У Робертс были отношения с порноактрисами Мэри Кэри и Джиной Линн. Она долгое время встречалась с порноактёром Риком Патриком. В настоящее время Тони замужем и имеет сына. Живёт со своей семьей в штате Нью-Йорк.

## Премии и номинации
- 2003 номинация на AVN Award — Лучшая новая старлетка[6]
- 2005 номинация на AVN Award — Лучшая актриса — Unlovable[7]
- 2006 номинация на AVN Award — Лучшая сцена группового лесбийского секса — Last Girl Standing[8]
- 2007 номинация на AVN Award — Лучшая сцена анального секса — Emperor[9]